# Azarea
Azarea is een geslacht van rechtvleugeligen uit de familie veldsprinkhanen (Acrididae). De wetenschappelijke naam van dit geslacht is voor het eerst geldig gepubliceerd in 1926 door Uvarov.

## Soorten
Het geslacht Azarea omvat de volgende soorten:
- Azarea indica Singh, 1979
- Azarea lloydi Uvarov, 1926
- Azarea verticula Jago, 1966